# Yushania pauciramificans
Yushania pauciramificans är en gräsart som beskrevs av Tong Pei Yi. Yushania pauciramificans ingår i släktet yushanior, och familjen gräs. Inga underarter finns listade i Catalogue of Life.